# Zachełmiec (dopływ Podgórnej)
Zachełmiec (niem. Fiebigtalwasser) – potok w Sudetach Zachodnich, w Karkonoszach i Kotlinie Jeleniogórskiej, lewy dopływ Podgórnej.
Źródła poniżej Przełęczy Ludomira Różyckiego w Karkonoskim Padole Śródgórskim. Płynie na wschód, w dolnej części Zachełmia skręca na północny wschód i przecina Pogórze Karkonoskie, przepływa między Chełmem a Kucznikiem i Studnikiem. Wypływa na obszar Kotliny Jeleniogórskiej i w Podgórzynie Dolnym uchodzi do Podgórnej.
Płynie po granicie i jego zwietrzelinie.
Obszar zlewni Zachełmca porośnięty jest lasami dolnoreglowymi. Częściowo płynie przez obszary zabudowane.
Wzdłuż prawie całego biegu Zachełmca biegnie  niebieski szlak turystyczny z Podgórzyna do Jagniątkowa.